# Argiope minuta
Espèce
Synonymes
- Argiope shillongensis Sinha, 1952

Argiope minuta est une espèce d'araignées aranéomorphes de la famille des Araneidae.

## Distribution
Cette espèce se rencontre dans l'Est de l'Asie.
Elle a été observée en Inde, au Bangladesh, en Chine,, à Taïwan, en Corée du Sud,, en Corée du Nord et au Japon,.

## Habitat
Argiope minuta est présente en montagne et dans les champs ainsi que dans les forêts. Argiope minuta peut se rencontrer dans les espaces cultivés comme les champs de coton.

## Description

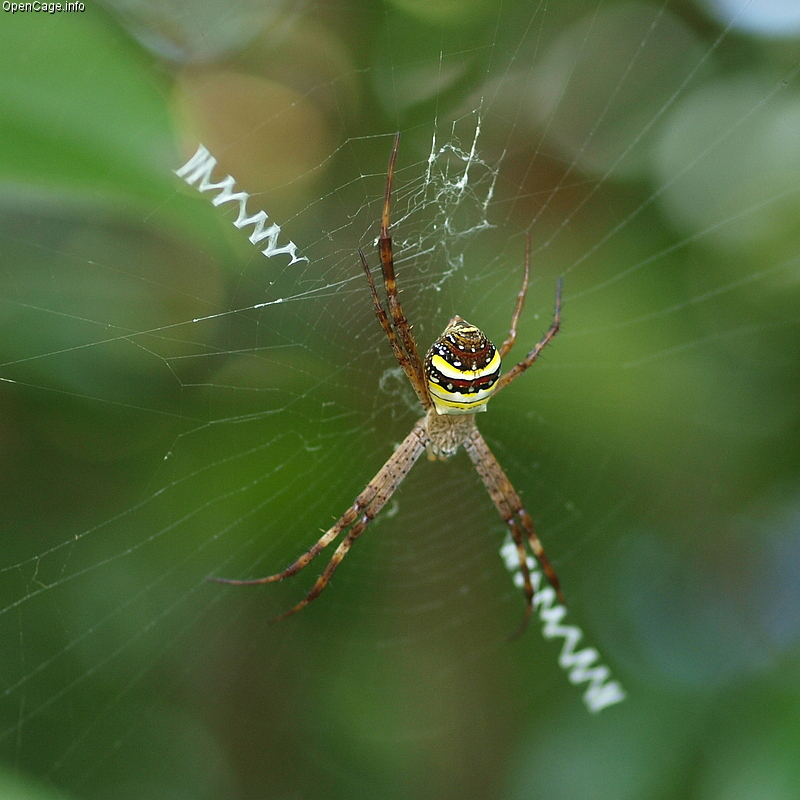
Argiope minuta

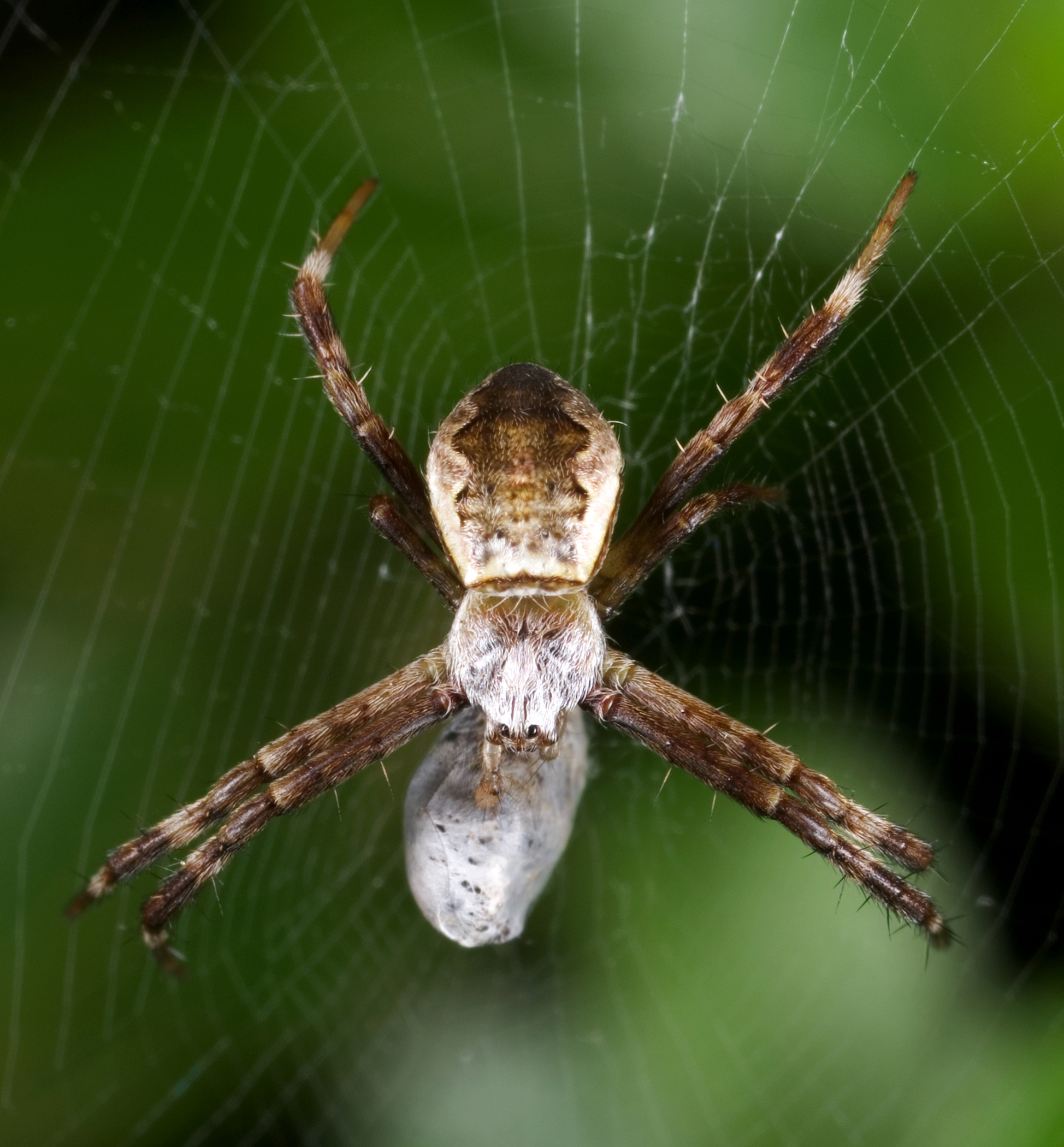
Argiope minuta

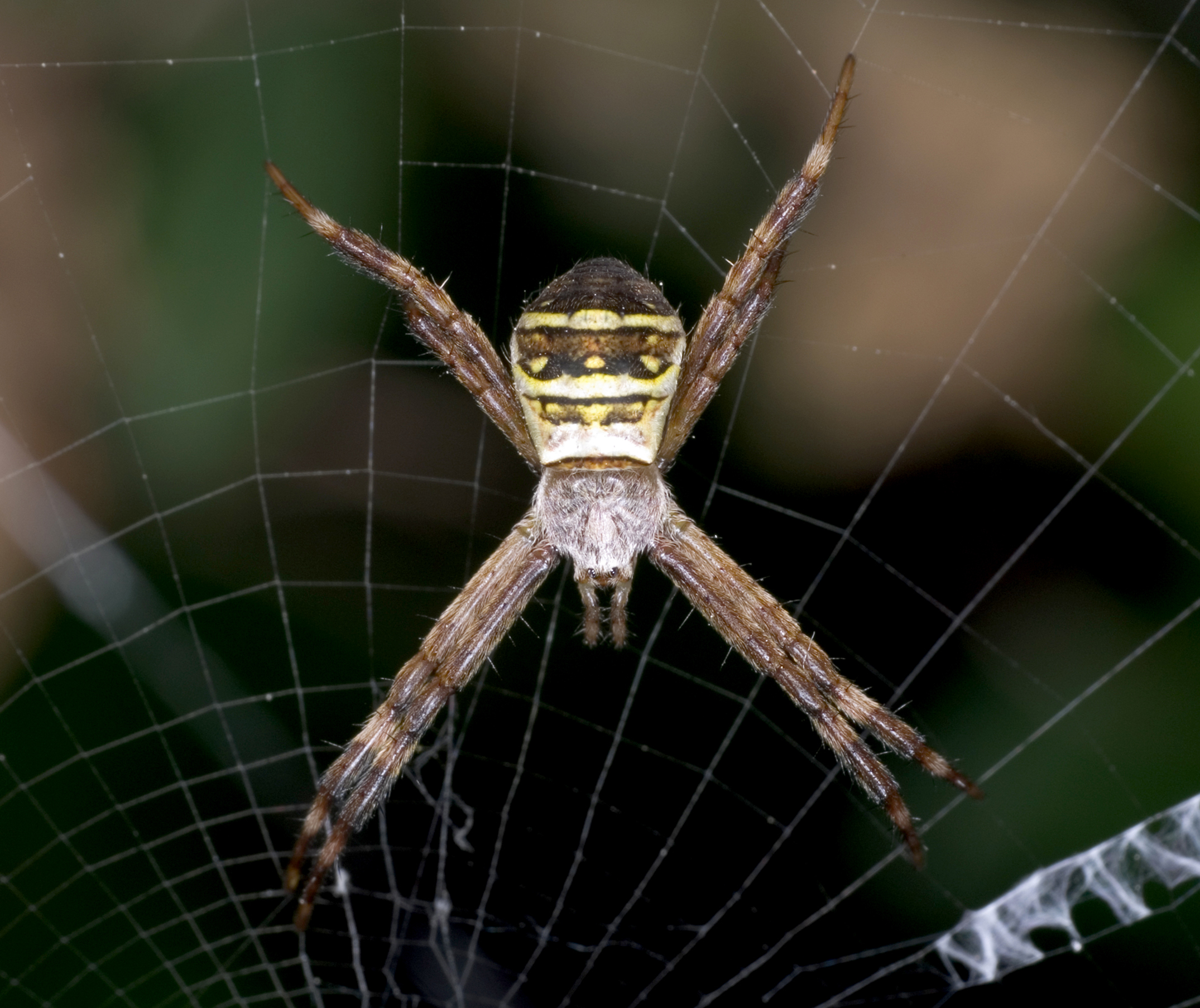
Argiope minuta

La femelle mesure de 6 à 12 mm, et le mâle mesure de 3 à 4 mm,,.
Le céphalothorax est arrondi, brunâtre, et recouvert de long poils de soie orientés vers l'avant et de couleur grise.
Le sternum est noir,, élargi, avec une large bande médiane longitudinale jaune, et des points jaune clair dont l'ensemble forme une sorte de croix. Les chélicères sont jaune-marron.
L'abdomen est ovale et arqué avec le dos muni de deux bosses latérales pointues vers l'avant. Le dos de l'abdomen de cette araignée très colorée est orné de bandes de couleurs d'agencement caractéristique. La partie montante antérieure de l'abdomen est blanche suivie d'une fine ligne noire rejoignant les bosses pointues,. Viennent ensuite, une bande blanche, puis une jaune, une ligne noire, une bande blanche bordée de taches jaunes, une bande noire ornée de cinq taches blanches sur la partie antérieure et de deux beaucoup plus petites sur la partie postérieure, une bande blanche, puis une jaune et enfin une bande noire sur la partie terminale de l'abdomen comportant trois rangées de cinq points blancs et des traces rouges.
Le dessous de l’abdomen présente une bande noire dotée de trois paires de points blancs qui s'étend de l’épigyne aux filières. Cette bande noire est bordée latéralement par deux bandes jaunes elles-mêmes bordées de bandes noires tachées de blanc.
L’épigyne présente une forme ressemblant à une tête de chouette effraie,.
Les pattes sont minces et brun-jaune. Les tibias sont grands, brun foncé au-dessus et vers l'extrémité. Les palpes sont jaune brunâtre.

## Espèces similaires
Argiope minuta est similaire à Argiope vietnamensis et Argiope hinderlichi.
Elle est également proche d'Argiope amoena et s'en distingue par le fait qu'elle ne possède que deux bandes transverses noires au lieu de trois chez Argiope amoena.

## Toile
Argiope minuta construit une toile verticale circulaire entre les branches d'arbres ou d'arbustes qui peut comporter un stabilimentum en forme de X.
La toile d'Argiope minuta peut être la cible d'araignées cleptoparasites comme Argyrodes flavescens ou Argyrodes bonadea.

## Venin
Bien que son venin contienne de la sphingomyélinase, la morsure d'Argiope minuta ne semble pas en mesure de provoquer de nécrose chez l'homme.

## Publication originale
- Karsch, 1879 : Baustoffe zu einer Spinnenfauna von Japan. Verhandlungen des naturhistorischen Vereins der preussichen Rheinlande und Westfalens, vol. 36, p. 57-105.